# Campeonato Paulista de Futebol Sub-20 de 2019
O Campeonato Paulista de Futebol Sub-20 de 2019 é a sexagésima quarta edição desta competição amadora organizada pela Federação Paulista de Futebol (FPF). O torneio que é, no estado de São Paulo, o estadual da categoria sub-20, está sendo disputado por quarenta clubes.

## Regulamento
O Campeonato Paulista Sub-20 é disputado por quarenta clubes. Na primeira fase os clubes jogaram dentro dos respectivos grupos em turno e returno, classificando-se para a segunda fase os quatro melhores colocados de cada grupo e os quatro melhores quintos colocados. Na segunda fase os 24 clubes classificados se enfrentaram em turno e returno, divididos em seis grupos com quatro equipes cada, o campeão e o vice avançaram para a próxima fase, juntamente com as quatro melhores terceiras colocadas. A terceira fase contou com os 16 clubes classificados da fase anterior, divididos em quatro grupos de quatro equipes cada, em turno e returno e classificando apenas o campeão e o vice de cada grupo. A partir da quarta fase, o torneio entrou no sistema eliminatório, os clubes disputaram confrontos de ida e volta e o time que tiver o maior desempenho classificou-se para a fase seguinte. O mando de campo foi decido pela campanha das equipes em todas as fases, ou seja, computados os pontos desde a primeira fase.

### Critérios de desempate
Acontecendo igualdade no número de pontos entre dois ou mais clubes, aplicam-se sucessivamente, os seguintes critérios técnicos de desempate:
- Maior número de vitórias;
- Maior saldo de gols;
- Maior número de gols marcados;
- Menor número de cartões vermelhos recebidos;
- Menor número de cartões amarelos recebidos;
- Sorteio público na sede da FPF.

Entende-se por melhor campanha, o maior número de pontos ganhos acumulados por determinado clube, seguindo, se necessário, a ordem de critérios de desempate, considerando-se todas as fases do torneio.

## Primeira fase
A primeira fase do torneio foi disputada pelos quarenta clubes em turno e returno, iniciando em 12 de abril e encerrando em 6 de julho. Os clubes foram compostos em cinco grupos com oito equipes cada.

### Grupo 1
| Pos | Equipes         | Pts | J  | V  | E | D  | GP | GC | SG  |
| --- | --------------- | --- | -- | -- | - | -- | -- | -- | --- |
| 1   | Novorizontino   | 34  | 14 | 11 | 1 | 2  | 47 | 13 | +34 |
| 2   | Mirassol        | 32  | 14 | 10 | 2 | 2  | 36 | 10 | +26 |
| 3   | Batatais        | 24  | 14 | 7  | 3 | 4  | 21 | 20 | +1  |
| 4   | Linense         | 23  | 14 | 7  | 2 | 5  | 21 | 19 | +2  |
| 5   | Rio Preto       | 19  | 14 | 6  | 1 | 7  | 24 | 17 | +7  |
| 6   | Votuporanguense | 16  | 14 | 4  | 4 | 6  | 19 | 30 | –11 |
| 7   | Comercial       | 6   | 14 | 1  | 3 | 10 | 9  | 29 | –20 |
| 8   | Penapolense     | 5   | 14 | 1  | 2 | 11 | 11 | 50 | –34 |

|                 | BAT | LIN | PEN | VOT | COM | NOV | MIR | RPR |
| --------------- | --- | --- | --- | --- | --- | --- | --- | --- |
| Batatais        | —   | 1–0 | 4–0 | 2–1 | 0–0 | 3–2 | 1–5 | 2–0 |
| Linense         | 0–2 | —   | 3–1 | 2–2 | 2–1 | 1–5 | 3–0 | 2–1 |
| Penapolense     | 1–0 | 0–4 | —   | 3–5 | 2–2 | 0–5 | 0–5 | 1–5 |
| Votuporanguense | 1–1 | 0–1 | 1–1 | —   | 2–1 | 1–5 | 0–4 | 3–0 |
| Comercial       | 0–3 | 1–1 | 4–1 | 0–1 | —   | 0–5 | 0–3 | 0–1 |
| Novorizontino   | 5–1 | 3–1 | 2–0 | 8–1 | 2–0 | —   | 0–3 | 2–1 |
| Mirassol        | 1–1 | 2–0 | 7–1 | 0–0 | 3–0 | 0–2 | —   | 2–1 |
| Rio Preto       | 4–0 | 0–1 | 4–0 | 2–1 | 3–0 | 1–1 | 1–2 | —   |

### Grupo 2
| Pos | Equipes          | Pts | J  | V  | E | D  | GP | GC | SG  |
| --- | ---------------- | --- | -- | -- | - | -- | -- | -- | --- |
| 1   | Ponte Preta      | 30  | 14 | 10 | 0 | 4  | 22 | 7  | +15 |
| 2   | Botafogo-SP      | 25  | 14 | 7  | 4 | 3  | 26 | 20 | +6  |
| 3   | XV de Piracicaba | 24  | 14 | 6  | 6 | 2  | 25 | 13 | +12 |
| 4   | Ferroviária      | 20  | 14 | 5  | 5 | 4  | 15 | 15 | 0   |
| 5   | Velo Clube       | 19  | 14 | 5  | 4 | 5  | 23 | 21 | +2  |
| 6   | Rio Claro        | 17  | 14 | 5  | 2 | 7  | 11 | 20 | –9  |
| 7   | Capivariano      | 14  | 14 | 3  | 5 | 6  | 13 | 15 | –2  |
| 8   | São Carlos       | 5   | 14 | 1  | 2 | 11 | 7  | 32 | –25 |

|                  | PPT | VCL | BOT | CAP | XVP | FER | RCL | SCA |
| ---------------- | --- | --- | --- | --- | --- | --- | --- | --- |
| Ponte Preta      | —   | 1–0 | 5–0 | 2–1 | 1–2 | 0–1 | 1–0 | 2–0 |
| Velo Clube       | 0–1 | —   | 1–4 | 2–2 | 3–1 | 2–2 | 2–0 | 4–2 |
| Botafogo-SP      | 1–0 | 3–2 | —   | 1–1 | 0–2 | 3–1 | 5–2 | 2–0 |
| Capivariano      | 0–1 | 0–1 | 1–1 | —   | 1–1 | 2–1 | 0–1 | 2–0 |
| XV de Piracicaba | 0–2 | 2–2 | 1–1 | 0–0 | —   | 3–1 | 4–0 | 5–0 |
| Ferroviária      | 2–1 | 1–1 | 1–0 | 1–2 | 1–1 | —   | 2–0 | 1–0 |
| Rio Claro        | 0–3 | 1–0 | 1–1 | 1–0 | 0–2 | 0–0 | —   | 3–0 |
| São Carlos       | 0–2 | 0–3 | 2–4 | 2–1 | 1–1 | 2–2 | 0–2 | —   |

### Grupo 3
| Pos | Equipes         | Pts | J  | V | E | D  | GP | GC | SG  |
| --- | --------------- | --- | -- | - | - | -- | -- | -- | --- |
| 1   | Red Bull Brasil | 31  | 14 | 9 | 4 | 1  | 42 | 10 | +32 |
| 2   | Guarani         | 28  | 14 | 9 | 3 | 2  | 32 | 15 | +17 |
| 3   | Primavera       | 23  | 14 | 6 | 5 | 3  | 24 | 11 | +13 |
| 4   | Nacional-SP     | 22  | 14 | 7 | 1 | 6  | 22 | 21 | +1  |
| 5   | Juventus-SP     | 22  | 14 | 7 | 1 | 6  | 16 | 23 | –7  |
| 6   | Portuguesa      | 14  | 14 | 3 | 5 | 6  | 11 | 14 | –3  |
| 7   | Taubaté         | 12  | 14 | 3 | 3 | 8  | 12 | 25 | –13 |
| 8   | Bragantino      | 3   | 14 | 0 | 3 | 11 | 8  | 48 | –40 |

|                 | POR | BRA | JUV | PRI    | TAU | GUA | NAC | RBB  |
| --------------- | --- | --- | --- | ------ | --- | --- | --- | ---- |
| Portuguesa      | —   | 1–1 | 0–1 | 1–0    | 0–0 | 0–0 | 3–0 | 0–3  |
| Bragantino      | 2–2 | —   | 0–3 | 0–3    | 0–5 | 1–4 | 0–1 | 1–10 |
| Juventus-SP     | 2–1 | 3–2 | —   | 1–1    | 1–0 | 1–4 | 1–0 | 1–2  |
| Primavera       | 0–0 | 1–0 | 5–0 | —      | 4–0 | 1–3 | 1–1 | 1–1  |
| Taubaté         | 2–1 | 0–0 | 2–0 | 0–3[A] | —   | 1–4 | 1–4 | 1–1  |
| Guarani         | 1–0 | 2–1 | 1–2 | 1–1    | 4–0 | —   | 1–2 | 2–2  |
| Nacional-SP     | 1–2 | 4–0 | 3–0 | 3–2    | 1–0 | 1–3 | —   | 1–2  |
| Red Bull Brasil | 1–0 | 9–0 | 2–0 | 0–1    | 2–0 | 2–2 | 5–0 | —    |

### Grupo 4
| Pos | Equipes           | Pts | J  | V | E | D  | GP | GC | SG  |
| --- | ----------------- | --- | -- | - | - | -- | -- | -- | --- |
| 1   | Palmeiras         | 30  | 14 | 9 | 3 | 2  | 25 | 14 | +11 |
| 2   | São Paulo         | 28  | 14 | 9 | 1 | 4  | 33 | 13 | +20 |
| 3   | Desportivo Brasil | 24  | 14 | 7 | 3 | 4  | 22 | 21 | +1  |
| 4   | Ituano            | 23  | 14 | 6 | 5 | 3  | 20 | 11 | +9  |
| 5   | Oeste             | 19  | 14 | 4 | 7 | 3  | 18 | 17 | +1  |
| 6   | São Bento         | 14  | 14 | 4 | 2 | 8  | 15 | 24 | –9  |
| 7   | Audax             | 12  | 14 | 3 | 3 | 8  | 13 | 29 | –16 |
| 8   | Grêmio Osasco     | 4   | 14 | 0 | 4 | 10 | 5  | 22 | –13 |

|                   | DBR | SBE | GOS | AUD | ITU | OES | SAO | PAL |
| ----------------- | --- | --- | --- | --- | --- | --- | --- | --- |
| Desportivo Brasil | —   | 1–0 | 3–1 | 3–1 | 1–0 | 1–1 | 2–7 | 0–2 |
| São Bento         | 2–1 | —   | 1–0 | 1–2 | 0–0 | 1–2 | 1–3 | 0–2 |
| Grêmio Osasco     | 0–0 | 1–2 | —   | 1–1 | 0–1 | 1–1 | 0–3 | 0–1 |
| Audax             | 3–3 | 2–2 | 1–0 | —   | 0–6 | 2–1 | 0–3 | 1–3 |
| Ituano            | 2–1 | 2–1 | 1–1 | 2–1 | —   | 1–1 | 2–0 | 1–1 |
| Oeste             | 1–2 | 1–3 | 1–0 | 2–0 | 1–1 | —   | 1–0 | 1–1 |
| São Paulo         | 1–2 | 4–0 | 2–0 | 1–0 | 3–2 | 1–1 | —   | 4–0 |
| Palmeiras         | 0–2 | 3–1 | 4–0 | 2–0 | 1–0 | 3–3 | 2–1 | —   |

### Grupo 5
| Pos | Equipes         | Pts | J  | V  | E | D  | GP | GC | SG  |
| --- | --------------- | --- | -- | -- | - | -- | -- | -- | --- |
| 1   | Corinthians     | 38  | 14 | 12 | 2 | 0  | 32 | 9  | +23 |
| 2   | São Caetano     | 32  | 14 | 10 | 2 | 2  | 25 | 16 | +9  |
| 3   | EC São Bernardo | 23  | 14 | 7  | 2 | 5  | 18 | 16 | +2  |
| 4   | São Bernardo    | 20  | 14 | 6  | 2 | 6  | 29 | 21 | +8  |
| 5   | Santos          | 20  | 14 | 5  | 5 | 4  | 26 | 12 | +14 |
| 6   | Água Santa      | 13  | 14 | 3  | 4 | 7  | 16 | 26 | –10 |
| 7   | Santo André     | 11  | 14 | 3  | 2 | 9  | 14 | 26 | –12 |
| 8   | Taboão da Serra | 1   | 14 | 0  | 1 | 13 | 12 | 46 | –34 |

|                 | SCA | TAB | AGU | STA | ECS | SAN | COR | SBE |
| --------------- | --- | --- | --- | --- | --- | --- | --- | --- |
| São Caetano     | —   | 3–2 | 4–1 | 3–2 | 4–2 | 2–1 | 1–1 | 1–0 |
| Taboão da Serra | 0–2 | —   | 1–4 | 3–4 | 0–1 | 0–4 | 0–1 | 1–3 |
| Água Santa      | 0–1 | 2–2 | —   | 1–0 | 1–1 | 0–0 | 1–2 | 2–3 |
| Santo André     | 0–1 | 4–1 | 0–0 | —   | 0–2 | 0–3 | 1–2 | 0–2 |
| EC São Bernardo | 1–1 | 2–1 | 0–1 | 2–1 | —   | 0–2 | 0–1 | 3–1 |
| Santos          | 0–1 | 5–1 | 5–0 | 0–0 | 0–1 | —   | 1–1 | 1–1 |
| Corinthians     | 2–1 | 6–0 | 3–1 | 5–0 | 1–0 | 2–1 | —   | 4–2 |
| São Bernardo    | 4–0 | 5–0 | 3–1 | 1–2 | 2–3 | 2–2 | 0–1 | —   |

## Segunda fase
A segunda fase do torneio será disputada pelos 24 clubes em turno e returno. Os clubes foram compostos em seis grupos com quatro equipes cada.

### Grupo 6
| Pos | Equipes         | Pts | J | V | E | D | GP | GC | SG  |
| --- | --------------- | --- | - | - | - | - | -- | -- | --- |
| 1   | Novorizontino   | 13  | 6 | 4 | 1 | 1 | 16 | 5  | +11 |
| 2   | EC São Bernardo | 9   | 6 | 3 | 0 | 3 | 6  | 9  | –3  |
| 3   | Juventus-SP     | 7   | 6 | 2 | 1 | 3 | 6  | 5  | +1  |
| 4   | Nacional-SP     | 6   | 6 | 2 | 0 | 4 | 5  | 13 | –8  |

|                 | ECS | JUV | NAC | NOV |
| --------------- | --- | --- | --- | --- |
| EC São Bernardo | —   | 2–1 | 1–0 | 0–2 |
| Juventus-SP     | 0–1 | —   | 1–2 | 2–1 |
| Nacional-SP     | 2–1 | 0–2 | —   | 0–3 |
| Novorizontino   | 4–1 | 1–1 | 5–1 | —   |

### Grupo 7
| Pos | Equipes      | Pts | J | V | E | D | GP | GC | SG |
| --- | ------------ | --- | - | - | - | - | -- | -- | -- |
| 1   | Santos       | 13  | 6 | 4 | 1 | 1 | 16 | 7  | +9 |
| 2   | São Bernardo | 8   | 6 | 2 | 2 | 2 | 11 | 10 | +1 |
| 3   | Primavera    | 7   | 6 | 2 | 1 | 3 | 7  | 15 | –8 |
| 4   | Ponte Preta  | 4   | 6 | 0 | 4 | 2 | 6  | 8  | –2 |

|              | PPT | PRI | SAN | SBE |
| ------------ | --- | --- | --- | --- |
| Ponte Preta  | —   | 1–2 | 1–1 | 1–1 |
| Primavera    | 1–1 | —   | 1–5 | 2–1 |
| Santos       | 2–1 | 3–0 | —   | 4–1 |
| São Bernardo | 1–1 | 4–1 | 3–1 | —   |

### Grupo 8
| Pos | Equipes          | Pts | J | V | E | D | GP | GC | SG |
| --- | ---------------- | --- | - | - | - | - | -- | -- | -- |
| 1   | XV de Piracicaba | 9   | 6 | 2 | 3 | 1 | 8  | 5  | +3 |
| 2   | Ituano           | 8   | 6 | 2 | 2 | 2 | 7  | 6  | +1 |
| 3   | Red Bull Brasil  | 8   | 6 | 2 | 2 | 2 | 10 | 9  | +1 |
| 4   | Rio Preto        | 7   | 6 | 2 | 1 | 3 | 4  | 9  | –5 |

|                  | ITU | RBB | RPR | XVP |
| ---------------- | --- | --- | --- | --- |
| Ituano           | —   | 1–1 | 2–0 | 0–0 |
| Red Bull Brasil  | 3–1 | —   | 2–0 | 2–4 |
| Rio Preto        | 0–3 | 2–1 | —   | 0–0 |
| XV de Piracicaba | 2–0 | 1–1 | 1–2 | —   |

### Grupo 9
| Pos | Equipes     | Pts | J | V | E | D | GP | GC | SG  |
| --- | ----------- | --- | - | - | - | - | -- | -- | --- |
| 1   | Ferroviária | 13  | 6 | 4 | 1 | 1 | 14 | 4  | +10 |
| 2   | Palmeiras   | 13  | 6 | 4 | 1 | 1 | 12 | 3  | +9  |
| 3   | Velo Clube  | 7   | 6 | 2 | 1 | 3 | 5  | 10 | –5  |
| 4   | Batatais    | 1   | 6 | 0 | 1 | 5 | 0  | 14 | –14 |

|             | BAT | FER | PAL | VCL |
| ----------- | --- | --- | --- | --- |
| Batatais    | —   | 0–7 | 0–3 | 0–1 |
| Ferroviária | 2–0 | —   | 2–1 | 0–0 |
| Palmeiras   | 0–0 | 1–0 | —   | 5–1 |
| Velo Clube  | 1–0 | 2–3 | 0–2 | —   |

### Grupo 10
| Pos | Equipes     | Pts | J | V | E | D | GP | GC | SG  |
| --- | ----------- | --- | - | - | - | - | -- | -- | --- |
| 1   | Corinthians | 11  | 6 | 3 | 2 | 1 | 12 | 3  | +9  |
| 2   | São Paulo   | 11  | 6 | 3 | 2 | 1 | 12 | 6  | +6  |
| 3   | Botafogo-SP | 11  | 6 | 3 | 2 | 1 | 9  | 4  | +5  |
| 4   | Linense     | 0   | 6 | 0 | 0 | 6 | 1  | 21 | –20 |

|             | BOT | COR | LIN | SAO |
| ----------- | --- | --- | --- | --- |
| Botafogo-SP | —   | 0–2 | 3–0 | 1–0 |
| Corinthians | 2–2 | —   | 6–0 | 2–2 |
| Linense     | 0–3 | 0–2 | —   | 0–3 |
| São Paulo   | 2–2 | 1–0 | 4–1 | —   |

### Grupo 11
| Pos | Equipes           | Pts | J | V | E | D | GP | GC | SG |
| --- | ----------------- | --- | - | - | - | - | -- | -- | -- |
| 1   | Mirassol          | 13  | 6 | 4 | 1 | 1 | 12 | 4  | +8 |
| 2   | São Caetano       | 7   | 6 | 2 | 1 | 3 | 7  | 7  | 0  |
| 3   | Guarani           | 7   | 6 | 2 | 1 | 3 | 6  | 7  | –1 |
| 4   | Desportivo Brasil | 7   | 6 | 2 | 1 | 3 | 4  | 11 | –7 |

|                   | DBR | GUA | MIR | SCA |
| ----------------- | --- | --- | --- | --- |
| Desportivo Brasil | —   | 1–0 | 1–3 | 1–0 |
| Guarani           | 1–1 | —   | 3–0 | 2–0 |
| Mirassol          | 3–0 | 2–0 | —   | 4–0 |
| São Caetano       | 4–0 | 3–0 | 0–0 | —   |

## Terceira fase
A terceira fase do torneio será disputada pelos 16 clubes em turno e returno. Os clubes foram compostos em quatro grupos com quatro equipes cada.

### Grupo 12
| Pos | Equipes       | Pts | J | V | E | D | GP | GC | SG |
| --- | ------------- | --- | - | - | - | - | -- | -- | -- |
| 1   | Corinthians   | 14  | 6 | 4 | 2 | 0 | 10 | 5  | +5 |
| 2   | Botafogo-SP   | 9   | 6 | 2 | 3 | 1 | 8  | 7  | +1 |
| 3   | Guarani       | 4   | 6 | 1 | 1 | 4 | 7  | 11 | –4 |
| 4   | Novorizontino | 4   | 6 | 0 | 4 | 2 | 6  | 8  | –2 |

|               | BOT | COR | GUA | NOV |
| ------------- | --- | --- | --- | --- |
| Botafogo-SP   | —   | 1–1 | 2–0 | 1–1 |
| Corinthians   | 2–0 | —   | 2–1 | 2–1 |
| Guarani       | 1–2 | 2–3 | —   | 1–0 |
| Novorizontino | 2–2 | 0–0 | 2–2 | —   |

### Grupo 13
| Pos | Equipes     | Pts | J | V | E | D | GP | GC | SG |
| --- | ----------- | --- | - | - | - | - | -- | -- | -- |
| 1   | Ituano      | 13  | 6 | 4 | 1 | 1 | 12 | 5  | +7 |
| 2   | Santos      | 11  | 6 | 3 | 2 | 1 | 8  | 9  | –1 |
| 3   | Mirassol    | 6   | 6 | 1 | 3 | 2 | 4  | 5  | –1 |
| 4   | Juventus-SP | 2   | 6 | 0 | 2 | 4 | 6  | 11 | –5 |

|             | JUV | MIR | ITU | SAN |
| ----------- | --- | --- | --- | --- |
| Juventus-SP | —   | 1–1 | 2–2 | 0–1 |
| Mirassol    | 1–0 | —   | 0–1 | 0–0 |
| Ituano      | 3–1 | 1–0 | —   | 0–2 |
| Santos      | 3–2 | 2–2 | 0–5 | —   |

### Grupo 14
| Pos | Equipes          | Pts | J | V | E | D | GP | GC | SG |
| --- | ---------------- | --- | - | - | - | - | -- | -- | -- |
| 1   | São Paulo        | 12  | 6 | 4 | 0 | 2 | 11 | 5  | +6 |
| 2   | Palmeiras        | 11  | 6 | 3 | 2 | 1 | 10 | 8  | +2 |
| 3   | EC São Bernardo  | 7   | 6 | 1 | 4 | 1 | 7  | 8  | –1 |
| 4   | XV de Piracicaba | 2   | 6 | 0 | 2 | 4 | 4  | 11 | –7 |

|                  | ECS | PAL | SAO | XVP |
| ---------------- | --- | --- | --- | --- |
| EC São Bernardo  | —   | 2–2 | 1–0 | 0–0 |
| Palmeiras        | 2–2 | —   | 2–0 | 3–2 |
| São Paulo        | 3–1 | 2–0 | —   | 3–1 |
| XV de Piracicaba | 1–1 | 0–1 | 0–3 | —   |

### Grupo 15
| Pos | Equipes         | Pts | J | V | E | D | GP | GC | SG  |
| --- | --------------- | --- | - | - | - | - | -- | -- | --- |
| 1   | Red Bull Brasil | 16  | 6 | 5 | 1 | 0 | 26 | 6  | +20 |
| 2   | São Caetano     | 8   | 6 | 2 | 2 | 2 | 10 | 12 | –2  |
| 3   | São Bernardo¹   | 3   | 6 | 2 | 0 | 3 | 10 | 16 | –6  |
| 4   | Ferroviária     | 1   | 6 | 0 | 1 | 5 | 7  | 22 | –15 |

|                 | FER | RBB | SBE | SCA |
| --------------- | --- | --- | --- | --- |
| Ferroviária     | —   | 2–5 | 2–4 | 1–2 |
| Red Bull Brasil | 6–0 | —   | 5–0 | 3–0 |
| São Bernardo    | 3–0 | 2–5 | —   | 2–4 |
| São Caetano     | 2–2 | 2–2 | 0–2 | —   |

## Fase final

### Quartas de final
| Equipe 1        | Total        | Equipe 2    | 1.º jogo | 2.º jogo |
| --------------- | ------------ | ----------- | -------- | -------- |
| Corinthians     | 3–3 (2–3 p.) | Ituano      | 1–2      | 2–1      |
| Red Bull Brasil | 7–1          | Santos      | 5–0      | 2–1      |
| Palmeiras       | 4–0          | Botafogo-SP | 3–0      | 1–0      |
| São Paulo       | 5–1          | São Caetano | 4–0      | 1–1      |

#### Jogos de ida
| 19 de outubro | Ituano            | 2 – 1  | Corinthians   | Estádio Doutor Novelli Júnior, Itu          |
| 10:00 (UTC−3) | Leonardo 21', 55' | Súmula | Palafoz 90+4' | Árbitro: João Batista do Nascimento Avelino |

| 19 de outubro | Santos | 0 – 5  | Red Bull Brasil                                         | Centro de Treinamento Rei Pelé, Santos |
| 15:00 (UTC−3) |        | Súmula | Wagner 33' · Chrigor 51', 75' · Jhonatan 55' · Theo 67' | Árbitro: Matheus Delgado Candançan     |

| 20 de outubro | Botafogo-SP | 0 – 3  | Palmeiras                               | Estádio Doutor Oswaldo Scatena, Batatais |
| 10:00 (UTC−3) |             | Súmula | Cleiton 60' · Patrick 69' · Gabriel 82' | Árbitro: Flávio Roberto Mineiro Ribeiro  |

| 20 de outubro | São Caetano | 0 – 4  | São Paulo                                           | Estádio Anacleto Campanella, São Caetano do Sul |
| 10:00 (UTC−3) |             | Súmula | Lucas 41' · Fabinho 60' · Gustavo 72' · Ricardo 80' | Árbitro: Leandro Carvalho de Oliveira           |

#### Jogos de volta
| 23 de outubro | Palmeiras     | 1 – 0  | Botafogo-SP | Estádio do Pacaembu, São Paulo |
| 19:00 (UTC−3) | Guilherme 64' | Súmula |             | Árbitro: Rodrigo Santos        |

| 26 de outubro | Corinthians            | 2 – 1  | Ituano       | Estádio Alfredo Schürig, São Paulo |
| 10:00 (UTC−3) | Ruan 39' · Palafoz 87' | Súmula | Bernardo 32' | Árbitro: Danilo da Silva           |

|                             |       | Penalidades                       |  |
| Rael Palafoz Ruan Raul Igor | 2 − 3 | Bernardo Leonardo Cézar Guilherme |  |

| 26 de outubro | São Paulo   | 1 – 1  | São Caetano   | Marcelo Portugal Gouvêa, Cotia |
| 15:00 (UTC−3) | Kevin 90+4' | Súmula | Ronaldo 45+2' |                                |

| 27 de outubro | Red Bull Brasil        | 2 – 1  | Santos     | Centro de Formação de Atletas do RB Brasil, Jarinu |
| 10:00 (UTC−3) | Chrigor 12' · Cris 14' | Súmula | Victor 81' |                                                    |

### Semifinais
| Equipe 1  | Total | Equipe 2        | 1.º jogo | 2.º jogo |
| --------- | ----- | --------------- | -------- | -------- |
| Ituano    | 2–4   | Red Bull Brasil | 0–2      | 2–2      |
| São Paulo | 1–2   | Palmeiras       | 0–1      | 1–1      |

#### Jogos de ida
| 2 de novembro | Ituano | 0 – 2  | Red Bull Brasil        | Estádio Doutor Novelli Júnior, Itu      |
| 10:00 (UTC−3) |        | Súmula | Iago 88' · Lucas 90+2' | Árbitro: Flávio Roberto Mineiro Ribeiro |

| 3 de novembro | São Paulo | 0 – 1  | Palmeiras   | Estádio do Morumbi, São Paulo |
| 10:00         |           | Súmula | Gabriel 52' | Árbitro: João Vitor Gobi      |

#### Jogos de volta
| 9 de novembro | Red Bull Brasil            | 2 – 2  | Ituano                     | Centro de Formação de Atletas do RB Brasil, Jarinu |
| 10:00 (UTC−3) | Wagner 45+1' · Chrigor 77' | Súmula | Leonardo 36' · Gustavo 40' | Árbitro: Rodrigo Santos                            |

| 11 de novembro | Palmeiras   | 1 – 1  | São Paulo   | Estádio do Pacaembu, São Paulo |
| 19:00(UTC−3)   | Gabriel 64' | Súmula | Galeano 36' | Árbitro: Rodrigo Santos        |

### Final
| Equipe 1  | Total | Equipe 2        | 1.º jogo | 2.º jogo |
| --------- | ----- | --------------- | -------- | -------- |
| Palmeiras | 3–2   | Red Bull Brasil | 0–2      | 3–0      |

#### Jogos de ida
| 20 de novembro | Palmeiras | 0 – 2  | Red Bull Brasil          | Estádio do Pacaembu, São Paulo |
| 16:00 (UTC−3)  |           | Súmula | Cristiano 45' · Iago 75' |                                |

#### Jogos de volta
| 24 de novembro | Red Bull Brasil | 0 – 3 | Palmeiras | Estádio Nabi Abi Chedid, Bragança Paulista |
| 10:00 (UTC−3)  |                 |       |           |                                            |

## Premiação
| Campeonato Paulista de Futebol Sub-20 de 2019 |
| --------------------------------------------- |
| Palmeiras Campeão (15.º título)               |